# آرتور مورین
آرتور ژول مورین (انگلیسی: Arthur Jules Morin؛ زاده ۱۹ اکتبر ۱۷۹۵ درگذشته ۷ فوریه ۱۸۸۰) یک فیزیک‌دان، و سردار اهل فرانسه بود.